# Bali Gali
Bali Gali (ur. 29 kwietnia 1939 w Patibandla) – indyjski duchowny rzymskokatolicki, w latach 1984-2016 biskup Guntur.

## Życiorys
Święcenia kapłańskie przyjął 19 grudnia 1964. 2 lipca 1984 został prekonizowany biskupem Guntur. Sakrę biskupią otrzymał 23 października 1984. 25 czerwca 2016 przeszedł na emeryturę.